# 西奧倫群島
69°6′N 15°43′E / 69.100°N 15.717°E

西奧倫群島和罗弗敦群岛在地图上的位置

西奧倫群島（挪威語：Vesterålen）是挪威的群島，位於該國西北部諾爾蘭郡，距離北極圈約300公里，由6個島嶼組成，面積2,511平方公里，主要經濟活動有漁業、農業和旅遊業，2005年人口33,500。